# كاشف داود
كاشف داود (10 فبراير 1986 في باكستان - ) هو لاعب كريكت باكستاني.

## وصلات خارجية
- كاشف داود على موقع إي آس بي آن كريك إنفو (الإنجليزية)